# Age of Empires II: The Forgotten
Age of Empires II: The Forgotten est une extension du  jeu de stratégie en temps réel Age of Empires II: The Age of Kings développée par Forgotten Empires LLC et Skybox Labs et publié par Microsoft Game Studios sur Steam le 7 novembre 2013. Initialement conçue comme une modification non officielle du jeu, celle-ci inclut six nouvelles campagnes et cinq nouvelles factions : les Italiens, les Indiens, les Slaves, les Hongrois et les Incas. Cette extension est compatible avec Age of Empires II: HD Edition publié en avril 2013.

## Configuration requise
Voici la configuration requise d'après le site de Steam.
|                        | Minimum                         | Recommandée |
| ---------------------- | ------------------------------- | ----------- |
| Système d'exploitation | Windows Vista, 7, 8, 10         | -           |
| Processeur             | 1.2 GHZ                         | -           |
| Mémoire vive           | 1 Go de RAM                     | -           |
| Carte graphique        | Compatible Direct X 9.0c        | -           |
| Disque dur             | 2 Go d'espace disque disponible | -           |
| Résolution             | 900x600                         | -           |

## Système de jeu
Cette nouvelle extension reprend le moteur graphique de Age of Empires II, ses modes de jeu principaux (cartes aléatoires, campagnes, combats à mort etc), mais possède des nouveautés. En effet, pas moins de 5 nouvelles civilisations sont ajoutées à ce jeu :
| Civilisation | Unité unique                                                                                   | Merveille              |
| ------------ | ---------------------------------------------------------------------------------------------- | ---------------------- |
| Hongrois     | Hussard hongrois (cavalerie légère)                                                            | Château de Hunedoara   |
| Incas        | Kamayuk (infanterie avec portée anti cavalerie) Frondeur (archer anti-archer)                  | Temple du Soleil       |
| Indiens      | Archer sur éléphant (archer de cavalerie endurant) Chameau impérial (cavalerie anti-cavalerie) | Gol Gumbaz             |
| Italiens     | Arbalétrier génois (archer anti archer de cavalerie) Condottiero (infanterie)                  | Cathédrale San Lorenzo |
| Slaves       | Boyard (cavalerie lourde)                                                                      | Pogost de Kiji         |

Ces civilisations ont chacune leur spécificité. Les Hongrois ont une cavalerie puissante, tandis que les Incas ont une infanterie redoutable. Les Indiens ont, quant à eux, des archers sur éléphants très endurants. Les Italiens ont une très bonne flotte, et les Slaves ont une cavalerie lourde très impressionnante.
Le jeu contient également de nouvelles campagnes (Alaric Ier, Francesco Sforza, l'occupation byzantine de Bari, Vlad III, Francisco de Orellana et Prithviraj), ainsi que de nouvelles textures de bâtiments (pour les Slaves et les Italiens notamment). De nouveaux modes de jeu ont été créés, comme le mode de jeu Traité, déjà vu dans Age of Empires III. La limite de population et la taille des cartes ont été augmentées (jusqu'à 500 unités par joueur au lieu de 200 auparavant).
Le jeu a reçu un accueil critique plutôt bon, même si quelques bugs ou déconnexions ont existé avant qu'une mise à jour ne les corrige. La version actuelle est la 3.8, sortie en septembre 2014.